# بنی عمار (حکومت)
بنی‌عمار، خاندانی شیعی مذهب از قاضیان و امرای طرابلس شام، که برخی این خاندان را از قبیله طیء و برخی دیگر آن‌ها را از قبیله آفریقایی کتامه می‌دانند. در دوره فاطمیان برای نخستین بار، افرادی از بنی‌عمار منصب‌های مهمی را در مصر و شام عهده‌دار شدند. نام ابومحمد حسن بن عمار برای نخستین بار در حوادث ۳۵۱ هجری به عنوان فرمانده معز لدین‌الله، خلیفه فاطمی دیده می‌شود؛ و جانشینان وی در مناصب مختلف دولتی به کار گماشته شدند. تا اینکه ابن عمار پس از مرگش پدرش توانست از موقعیت آشفته منطقه استفاده کرده و والی دمشق را شکست دهد و اداره شهر طرابلس را در دست گیرد؛ و بعد از وی و در زمان جانشینش امین‌الدوله بن عمار، نخستین جرقه‌های جدایی از ایوبیان زده شد و سرانجام وی توانست قدرت مستقلی در طرابلس تشکیل دهد. پس از وی نیز حکومتش توسط پسرانش گسترش و ثبات یافت. اما با آغاز جنگ‌های صلیبی و برخورد آن‌ها با صلیبیون، حکومتشان رو به زوال رفت و سرانجام توسط صلیبیون نابود شدند.